# Limoges Avenir Basket Club en Limousin
Maillots
Actualités
Le Limoges Avenir Basket Club en Limousin encore appelé Limoges ABC est un club féminin français de basket-ball basé dans la ville de Limoges, créé en 1983 et évoluant pour la saison 2023-2024 en Nationale féminine 1 (NF1). 
Le club a joué six saisons en NF1A et en LFB de 1996 à 2001 et de 2009 à 2010.

## Historique

### De la naissance du club à la montée en NF1A (1983-1996)
Le 10 mai 1983, le Limoges Avenir Basket Club est créé. Son objectif est alors la « Pratique du basketball masculin et féminin ». Le siège du Limoges ABC demeure au 26 avenue Léon Blum avec à sa tête, Ghislain Pipon. Pour la saison 1983-1984, les filles du Limoges ABC sont engagées en NF4 et sont entraînées par l'ancien meneur de jeu du Limoges CSP, Claude Bolotny. Les hommes sont pour leur part engagés en promotion d'excellence. En 1985-1986, la présidence du Limoges ABC change de tête, Ghislain Pipon cède sa place à Guy Lebrun. En 1987, les filles montent en NF3. La même saison (1986-1987) Lebrun quitte la présidence pour être à son tour remplacé par Michel Geoffre. À nouveau, à l'aube de la saison 1987-1988, le Limoges ABC a un nouveau dirigeant en la personne de Chris Dussuchaud. Cette saison les garçons imitent les filles, en accédant à l'échelon supérieur, en Excellence Ligue. Les filles (NF3), en 1988-1989, réussissent un parcours intéressant en Coupe de France, atteignant les 32e de finale face à l'équipe prestigieuse du basket féminin, Bourges. Parallèlement, les juniors filles réussissent à faire mieux que leurs aînées et atteignent la finale de la Coupe de France féminine junior. Après cette saison, en 1989, le club devient exclusivement féminin. 
De 1989 à 1992, le Limoges ABC bataillent pour monter en NF2, terminant toujours sur le podium mais n'arrivant toujours pas à concrétiser une montée (1989-1990 : 3e ; 1990-1991 : 2e ; 1991-1992 : 1er à égalité) notamment lors de la saison 1991-1992, où les limougeaudes terminent à égalité avec l'équipe de Cholet mais ne peuvent accédées à la NF2, à cause du point-average favorable à Cholet (+3). Finalement en 1993, le Limoges ABC réussit son objectif en montant en NF2 et atteignant en outre la finale de Coupe de France face à Jallais. En 1994-1995, le club de la capitale limousine accède à la NF1B. Son équipe 2 sénior monte en NF3. Par ailleurs, cette saison est marquée par la création du centre de formation du Limoges ABC dans lequel l'équipe des minimes et l'équipe des cadettes, engagée en Championnat de France, brillent notamment en Coupe France en jouant la finale de la compétition, dans leurs catégories respectives.
La saison 1995-1996 est un tournant historique pour le club féminin de Limoges. Abdou N'Diaye, ex-international de Équipe du Sénégal masculine de basket-ball, est nommé au poste d'entraîneur. Il jouit d'une très forte réputation. En une saison en NF1B, le Limoges ABC termine Vice-champion de la NF1B et accède pour la première fois de son Histoire en NF1A. De plus l'équipe 2 termine à la deuxième place de son groupe de NF3.

### L'apprentissage de la première division féminine (1996-2001)
Les bleues et rouges du Limoges ABC continue sur leur poussée lors de la saison 1996-1997. Les limougeaudes terminent à la 6e place de la NF1A, se qualifiant par conséquent en Coupe d'Europe. Toutefois, la saison suivante (1997-1998), le club est aux prises avec des difficultés financières qui conduisent le Limoges ABC a une cessation de paiement. En février 1998, Chris Dussuchaud démissionne et cède sa place à Jean-Paul Robert qui assure l'intérim de la présidence pour le reste de la saison. Un audit financier et de gestion relève un passif à hauteur des 400 000 francs. Malgré tout, les filles du LABC termine à la 8e place. L'équipe dirigeante vote finalement la continuité et trouve en mai 1998, un accord moratoire avec l’État et les fournisseurs. Le club resserre ses finances et son coach, Abdou N'diaye quitte le club. 
La saison suivante, la NF1A est remplacée par la Ligue féminine de basket-ball. Limoges évolue dans cette nouvelle division. Dominique Guéret prend les rênes de l'équipe. Le LABC termine la saison 1998-1999, à la dixième place et passe par la poule de barrage pour se maintenir (2e de la poule C). Toutefois les finances du club sont au plus bas. Deux audits sont diligentés, par les Services fiscaux et l'Urssaf ayant pour conséquence directe : des coupes sur le fonctionnement et le remboursement des moratoires. Face au déficit abyssale dont le club est confronté, l'équipe dirigeante décide de ne pas réengager son équipe 2, jouant alors en NF2 qui avait obtenu une 5e place. Une saison plus tard (1999-200), le LABC termine à nouveau à la 10e place et repart en barrage (poule C, 4 équipes). Les limougeaudes passent les barrages en terminant 1re de leur poule, soit à la 9e place national et ainsi se maintiennent en LFB. De plus, le club obtient après un audit de la FFBB, le label « École Française de Mini-basket » dont le Limoges Avenir Basket Club sera le seul en Limousin à obtenir ce label jusqu'en 2005.
Pour sa cinquième saison dans l'élite (2000-2001), le Limoges ABC change son entraîneur. Didier Servant est le nouvel entraîneur et remplace Dominique Guéret. À la fin de la première phase le Limoges ABC se classe à la 11e place et passe par les barrages. Néanmoins, le Limoges ABC ne réussit pas à se maintenir et descend en NF1. Pourtant, l'équipe dirigeante a réalisé un exercice financier positif en engrangeant 105 000 francs. Cette relégation sportive marque la reconstruction du Limoges ABC et de son identité.

### La reconstruction (2001-2009)

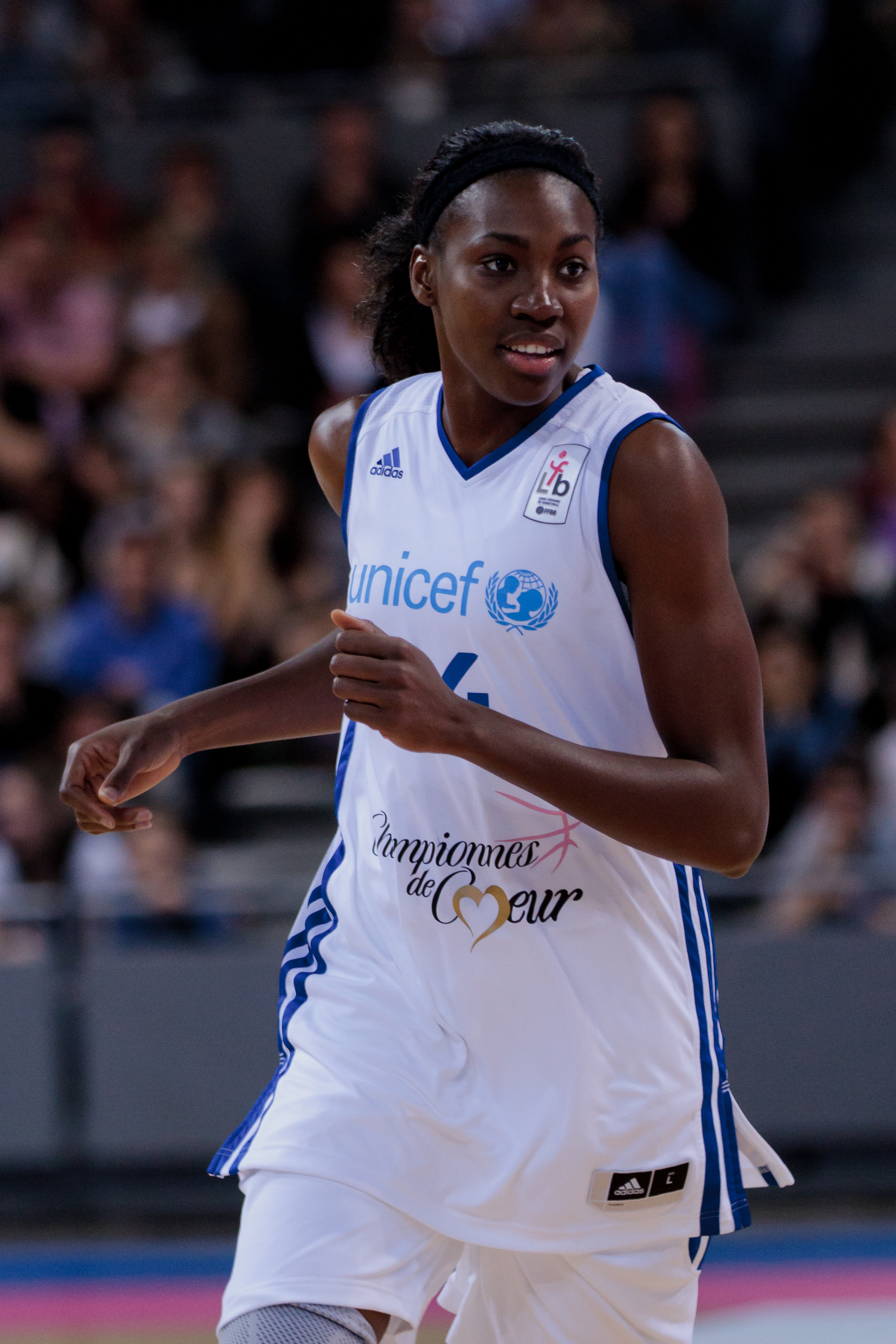
Djéné Diawara, joueuse du LABC de 2006 à 2008

La reconstruction du Limoges ABC s'effectue toujours autour de Didier Servant en tant qu'entraîneur et de Jean-Louis Martinez en tant que 1er assistant, secondé par Richard Billet en tant que deuxième assistant. En novembre 2001, le Limoges ABC organise le premier All-Star Game Féminin avec la participation de l’Équipe de France, Championne d'Europe en titre. Les filles bataillent en NF1 (2001-2002) et se classent pour son retour dans l'antichambre de la LFB, à la quatrième place de la NF1. La saison suivante (2002-2003), Jean-Louis Martinez reprend la tête de l'équipe première. Il est remplacé en février 2003, par Bertrand Parvaud. Au bout d'une saison compliquée, le LABC acquiert son maintien en NF1 lors du dernier match face à Nantes sur le score de 75 à 61. En revanche, les cadettes nation du LABC font une saison remarquable en terminant vice-championnes de France 2e division. Une nouvelle fois engagée en NF1, pour la saison 2003-2004, le Limoges ABC obtient un nouveau parquet de la municipalité. Derechef, les rouges et bleues de Limoges se maintiennent in-extremis, au bout de la dernière journée de championnat sur une victoire contre Dijon (79-74) et tandis que les cadettes nation atteignent encore les sommets en terminant vice-championnes de France du groupe B. En 2004-2005, les filles répètent le même scénario, en s'imposant lors du dernier match (victoire sur Sceaux 61-54) et se sauvent une énième fois de la descente.
À partir de la saison 2005-2006, le club reprend un certain ascendant. L'équipe fanion du basket féminin de Limoges reçoit tout d'abord un soutien renforcé de La Région Limousin. De surcroît, le Limoges ABC devient le Limoges ABC en Limousin et change de logo. En novembre 2005, le LABC signe Lucienne Berthieu. Elle signe non seulement en tant que joueuse mais également en tant que directrice marketing du Limoges Avenir Basket Club. Au bout du compte, le Limoges ABC termine à la 7e position et affiche un bilan financier positif, pour la huitième fois de suite, dû notamment à l'arrivée d'un nouveau sponsor de taille, en janvier 2006, le Crédit Mutuel. La saison suivante (2006-2007), le LABC fait mieux. Les filles se positionnent à la 6e place pour leur sixième saison en NF1. En Coupe de France, les abécistes sont éliminées en 8e de finale par l'équipe pensionnaire de la LFB, Mourenx. Lucienne Berthieu annonce à la fin de cette saison, la fin de sa carrière. En 2007-2008, l'ABC Limoges s'installe durablement en NF1, en se classant à la 6e place, toujours sous la direction de Bertrand Parvaud.
La saison 2008-2009 marque l'aboutissement de la reconstruction longue du Limoges ABC dans l'antichambre de la LFB. Les filles de Bertrand Parvaud réussissent à enchaîner 14 victoires d'affilée sans défaites et s'adjugent la première place de la Nationale Féminine 1 avec un bilan de 25 victoires et 4 défaites et une montée en Ligue Féminine de Basket mettant fin à huit années d'absence au sein de l'élite française de basket-ball. Bertrand Parvaud est élu meilleur « Top coach de l'année ». La saison des abécistes se terminent par le Final-Four de la NF1, organisé à Limoges, au Palais des Sports de Beaublanc. Les équipes de Strasbourg-Illkirch-Graffenstaden, Toulouse Métropole Basket et SO Armentières sont présentes de cette édition. En finale, Limoges s'incline face au SO Armentières.

### Des échecs à un nouvel élan (2009-2015)
De retour en LFB, le Limoges ABC n'est pourtant pas sûr de disputer le championnat. Le club doit effacer tout son passif pour être engager en LFB. Pour faire face, les collectivités dotent au club limougeaud, une prime exceptionnelle d'accession. Au même moment, l'Association « Les amis du Limoges ABC en Limousin » se créée pour aider le club à répondre aux nombreuses exigences du contrôle de gestion de la ligue. En juin, après une expertise, le Limoges ABC reçoit le feu vert pour disputer sa saison 2009-2010, en LFB. Son budget s'élève à 700 000 euros. Trop faible, Limoges n'arrive pas à décoller et ne parviennent pas à remporter une seule rencontre. Les abécistes perdent 26 matches d'affilée en championnat et une 27e fois en Coupe de France face à la Roche-Vendée. Le LABC revient en NF1. Bertrand Parvaud quitte le club et rejoint Pays Voironnais Basket Club. Néanmoins, le LABC se console de la performance des cadettes France, sous la houlette de son entraîneur, Maxime Bézin, qui accèdent à la 1re division. L'équipe 2 évoluant en NF3, pour sa part, est sauvée d'une descente par la refonte du championnat de NF3.
À la suite de la refonte des championnats, la NF1 change d’appellation et s'appelle alors Ligue Féminine 2. De 2010 à 2013, le Limoges ABC est en difficulté. En 2012, puis en 2013, le club est sauvé de la descente par des repêchages administratif. Cette période est marquée par l'arrivée de l'ex assistant-entraîneur du Limoges CSP, Jimmy Réla sur le banc des abécistes. Il est remplacé par Maxime Bézin lors de la saison 2012-2013. L'équipe de NF3 du LABC descend lors de la saison 2011-2012 et remonte la saison suivante. Le 8 juin 2013, le Limoges Avenir Basket Club en Limousin fête son trentième anniversaire. En 2013-2014, le Limoges ABC termine à la cinquième place avec un bilan comptable de 13 victoires et 13 défaites. Limoges échoue à une place du Final-Four de la LF2. Son américaine, arrivée en début de saison, Brooklyn Pope termine meilleure rebondeuse défensif du championnat féminin de Ligue Féminine 2, avec 8 rebonds défensif par match. 
Après cette saison mouvementée, le LABC ne renonce pas à la montée et vise le Final-Four. Le Limoges ABC recrute à l'aube de la saison 2014-2015, l'américaine, Krystal Vaughn, renforçant l'ossature déjà existante, autour de Mélanie Devaux, Manon Sinico, Cyrielle Recoura et Tiphaine Mélois. Par ailleurs, le secteur intérieur est renforcé par la venue de la pivot roumaine, Anita Meszaros. L'objectif des rouges et bleues est d'atteindre le Final-Four. La saison 2014-2015 est un grand cru. Le Limoges ABC arrache la quatrième place de la LF2 (17 victoires et 9 défaites) devant C' Chartres Métropole Basket Féminin (15 victoires et 11 défaites). L'Américaine du Limoges ABC, Krystal Vaughn réalise une grande saison sous les couleurs limougeaudes en réalisant des performances remarquées comme son double-double contre Graffenstaden, le 4 avril 2015, compilant 24 points et captant 20 rebonds. 
Les filles du Limoges ABC obtiennent le billet pour les quarts de finale de la LF2. Limoges reçoit Chartres pour cette rencontre. Devant un public nombreux, le Limoges ABC déroule contre Chartres (76-53) et obtient une qualification historique au Final-Four de LF2, pour la deuxième fois de son Histoire. Organisé à Nice, le Final-Four est disputé par le Cavigal Nice basket 06, La Roche Vendée BC, le Limoges ABC en Limousin et Dunkerque-Malo grand littoral basket club. La première demi-finale du Final-Four, oppose l'équipe favorite de la LFB2, le Cavigal Nice Basket contre le Limoges ABC. Dans cette demi-finale, Nice prend vite le dessus en menant de 9 points à la fin du premier quart-temps (18-9). Toutefois, Limoges recolle à la fin du troisième quart-temps à 1 point de Nice (46-45). L'expérience et le banc plus étoffé du Cavigal Nice permet de s'imposer sur le score de 67 à 55. Au final, Limoges se classe quatrième du Final-Four, en perdant le match pour la troisième contre la formation de Dunkerque (73-83).

### Le LABC, une position de leader à confirmer (depuis 2015)
Après la déconvenue du dernier "Final-Four" de LFB2, le Limoges ABC tente de préserver son effectif. Le LABC perd durant l'intersaison, sa capitaine, Manon Sinico ainsi que ces deux jeunes joueuses Claire Michel et Clarisse Berranger, pour des raisons universitaires. Les deux jeunes joueuses sont remplacés par Justine Barthélémy, en provenance de Pays d'Aix (LFB2) et de Célia Degrelle, du centre de formation. L'américaine, Krystal Vaughn, forte d'une belle saison, alors très convoitée, est sur le départ. Le LABC conserve néanmoins une certaine ossature en la présence de Tiphaine Mélois, Mélanie Devaux, Cyrielle Recoura et d'Anita Meszaros sur laquelle se greffe le recrutement de la meilleure meneuse de la LFB2, Emmanuelle Gorjeu et de Margaux Okou, joueuse évoluant en Ligue féminine de basket, à Toulouse. À cinq semaines de la reprise, l'entraîneur, Maxime Bézin, estime que son équipe devra «assumer un rôle de gros dans ce championnat qui nous respecte un peu plus chaque jour».
À l’occasion de la dernière journée de championnat 2024-2025, le LABC (9e) jouera sans enjeux et reçoit Geispolsheim (3e) en lever de rideau du match du CSP-Paris Basketball le 3 mai 2025 à Beaublanc. Ce sera le dernier match d’Angèle Semavoine, la fille du président, formée au club depuis les U11. Le 26 juin 2025, Le Limoges CSP est fier d’annoncer la signature d’un partenariat jusqu'en 2029 structurant et ambitieux avec le Limoges ABC l'objectif est d'aider le club à monter de deux divisions et donc de retrouver la Ligue Féminine 2 plutôt que de créer une nouvelle section féminine au CSP.

## Palmarès

### Équipe première
National :
- 1992-1993 : finaliste de la Coupe de France[1]
- 1995-1996 : vice-championne de NF1B[1]
- 2008-2009 : vice-championne de NF1 (Final-Four à Limoges)[1]
- 2014-2015 : 4e du Final-Four de LF2 (Final-Four à Nice)[1]

### Équipes jeunes
Cadettes :
- 1994-1995 : finaliste de la Coupe de France[1]
- 2002-2003 : vice-championne de France de 2e division[1]
- 2003-2004 : vice-championne de France (groupe B)[1]

## Personnalités

### Entraîneurs
| Rang | Nom              | Période   |
| ---- | ---------------- | --------- |
| 1    | Claude Bolotny   | 1983-1995 |
| 2    | Abdou N'Diaye    | 1995-1998 |
| 3    | Dominique Guéret | 1998-2000 |
| 4    | Didier Servant   | 2000-2002 |

| Rang | Nom                 | Période   |
| ---- | ------------------- | --------- |
| 5    | Jean-Louis Martinez | 2002-2003 |
| 6    | Bertrand Parvaud    | 2003-2010 |
| 7    | Jimmy Rela          | 2010-2012 |
| 8    | Maxime Bézin        | 2012-2017 |

| Rang | Nom                  | Période       |
| ---- | -------------------- | ------------- |
| 9    | Régis Racine         | Fév.-mai 2017 |
| 10   | Bertrand Van Butsele | 2017-2018     |
| 11   | Régis Racine         | 2018-2021     |
| 12   | Romain Leclaircie    | 2021-         |

### Présidents
Parmi les présidents marquants du Limoges ABC, Chris Dussuchaud (1987-1998), est le président ayant marqué l'histoire du Limoges ABC qui lors de sa présidence voit le Limoges ABC passait, en quelques saisons, de la NF3 à la NF1A. En 1998, face au bilan financier négatif, il cède sa place à Jean-Paul Robert. Ce dernier assume le passif du Limoges ABC et permet d’assener les finances du Limoges ABC. En 2023, il est toujours le président du Limoges ABC.
| Rang | Nom            | Période   |
| ---- | -------------- | --------- |
| 1    | Ghislain Pipon | 1983-1985 |
| 2    | Guy Lebrun     | 1985-1986 |
| 3    | Michel Geoffre | 1986-1987 |

| Rang | Nom                  | Période   |
| ---- | -------------------- | --------- |
| 4    | Chris Dussuchaud     | 1987-1988 |
| 5    | Jean-Paul Robert     | 1998-2023 |
| 6    | Christophe Semavoine | 2023-     |

### Joueuses célèbres ou marquantes
- Lucienne Berthieu-Poiraud (2005-2007)
- Djéné Diawara (2005-2006)
- Anaïs Jomby (2006-2010)

## Infrastructures

### Salles

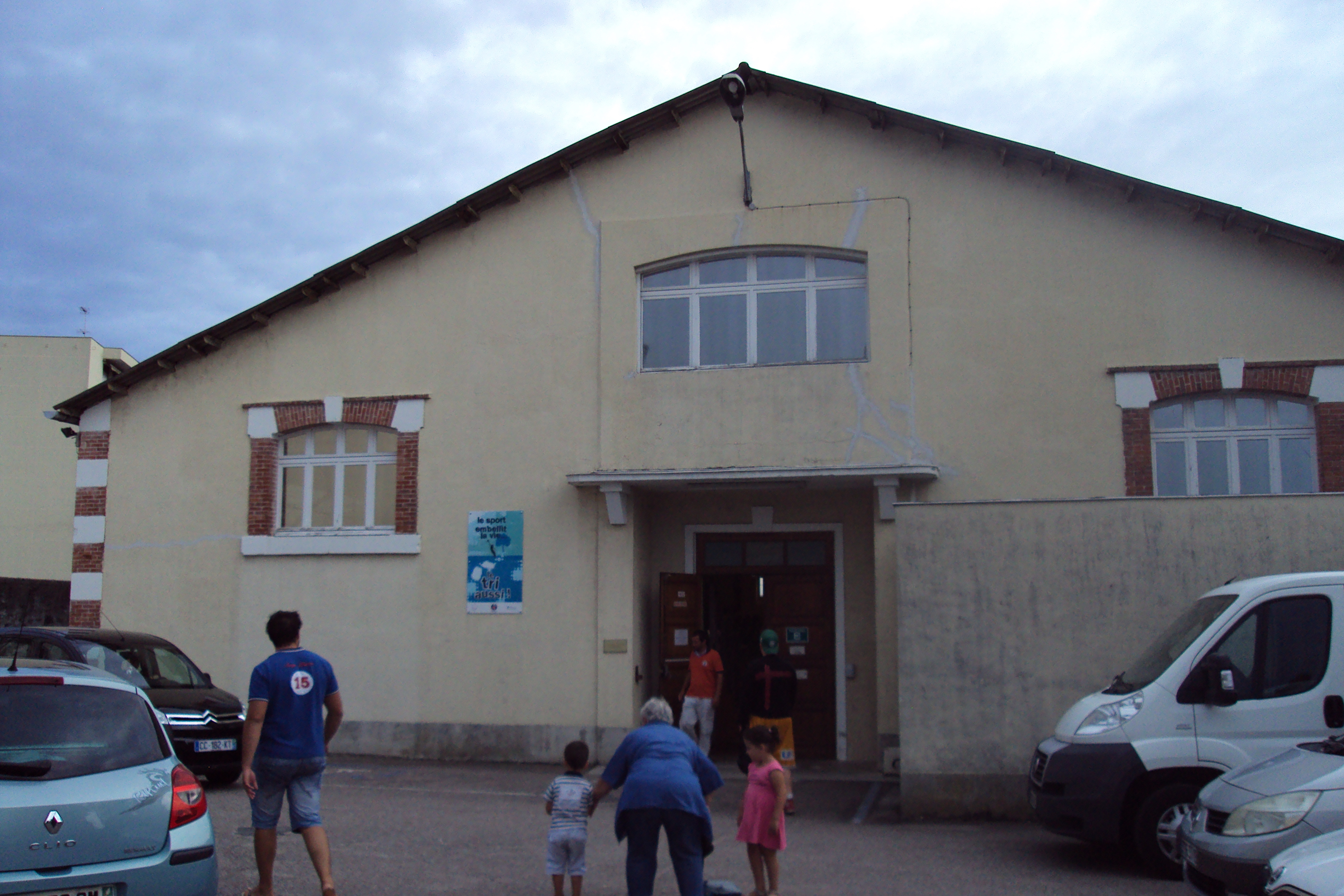
L'entrée de la salle municipale

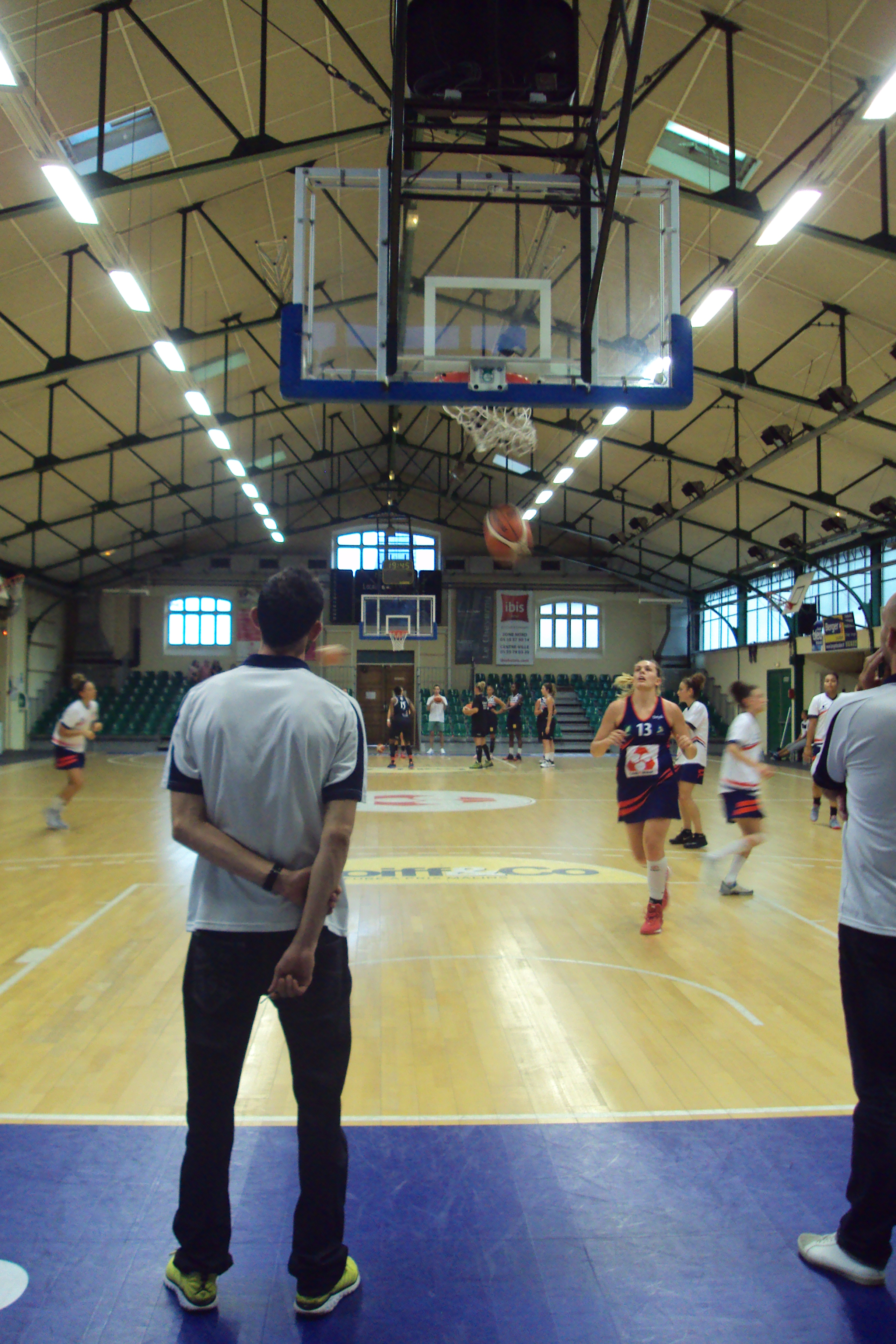
L'intérieur de la salle municipale, l'antre du Limoges ABC

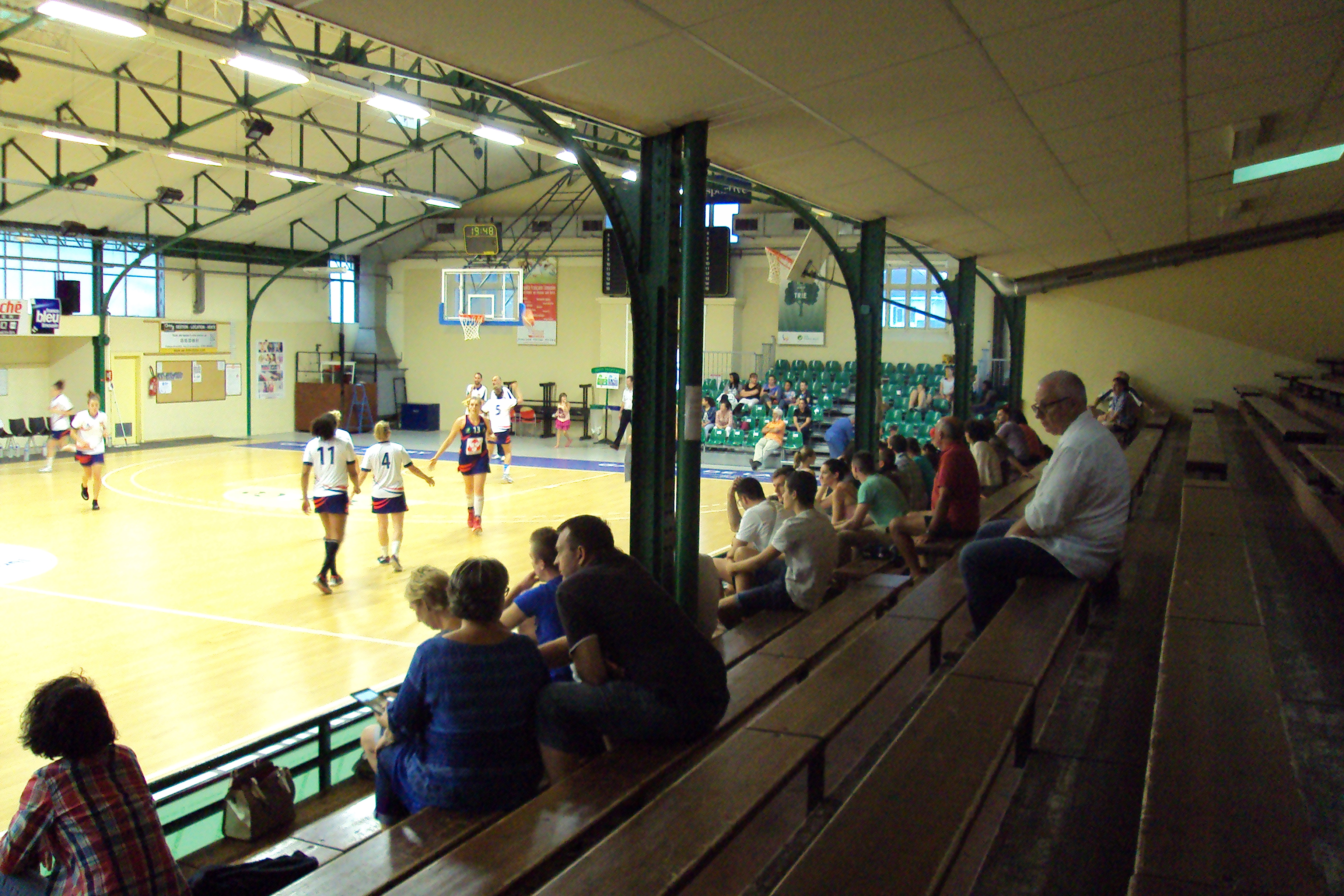
Les tribunes atypiques de la salle municipale des Sœurs de la Rivière

Le Limoges ABC évolue dans la salle municipale des Sœurs de la Rivière. À l'origine, au début du XXe siècle, l'espace occupé, est une usine de chaussures. Au tournant de la crise de 1929, l'usine fait faillite. Ce n'est seulement qu'à partir de 1946, année de l'achat par la municipalité Communiste de Limoges, l'ancien atelier de chaussures deviendra une salle de sport. Les soirées sportives sont nombreuses et elle accueille de nombreuses rencontres sportives de basket-ball, de boxe, de hand-ball ou encore de volley-ball. En 1958, puis dans les années 1970, la salle connaît de nombreuses modifications. En 1978, les rencontres du Limoges CSP dans la salle des Sœurs de la Rivière accueillent un public pouvant dépasser les 2500 spectateurs dès 1975 la municipalité pensait à un palais des sports Albert Chaminade, né en 1912, et mort en 2009, il signa sa première licence en 1925, lorsque le basket étais encore régi par l'athlétisme joueur et dirigeant de basket ancien arbitre national et international soutien initiative au maire Georges Guingouin, de la fin de la Seconde Guerre mondiale du à Occupation de la France par l'Allemagne pendant la Seconde Guerre mondiale à 1947 puis Léon Betoulle, sans trop de succès finalement sous Louis Longequeue, les parties se mettent d'accord en 1980, le CSP aura son Palais des sports inauguré en 1981 sous époque de Richard Dacoury ou Apollo Faye et de entraîneur André Buffière. Depuis 1983, la salle Mu est devenue l'antre du Limoges ABC. Aujourd'hui, la capacité de la salle municipale est de 877. Cette jauge peut recevoir exceptionnellement plus de 1 200 personnes.
L'antre du LABC est souvent le théâtre de grande joute dans lequel selon Manon Sinico, capitaine limougeaude jusqu'à la saison 2014-2015, affirmant que le public est un véritable «sixième homme». Malgré, le poids du Limoges CSP, L'équipe limougeaude «fait salle pleine chaque samedi à domicile avec près d'un millier de personnes» affirme le journaliste du Populaire du Centre, Kévin Cao. Par ailleurs, la salle MU permet aux filles du LABC d'évoluer dans une salle portant «une identité exclusive» et singulière selon, l'ancien entraîneur limougeaud, Claude Bolotny. 
Lors des rencontres de prestiges telles que face à des équipes comme Tango Bourges Basket, Basket Landes, Flammes Carolo basket, Entente sportive Basket de Villeneuve-d'Ascq - Lille Métropole ou Tarbes Gespe Bigorre, le Limoges ABC peut disposer du palais des sports de Beaublanc, pouvant ainsi attirer un public plus large. En novembre 2001, le LABC organise le premier All-Star féminin de Basket-ball. Enfin en 2009, Limoges y organise le Final-Four de NF1.
En 2014-2015, l'entrée coûte 9 euros. Pour les étudiants et les chômeurs, le ticket d'entrée est à 5 euros. En revanche, pour les enfants l'entrée est gratuite. Le club offre entre autres, des Pass pour 4 matches à 32 euros (16 pour les étudiants). L'abonnement au tarif normal, pour la saison est de l'ordre de 107 euros, avec une place réservée pour toute la saison. Pour les demandeurs d'emplois et les étudiants, l'abonnement à tarif réduit atteint 60 euros.

### Centre de formation
En 1994, le Limoges ABC se dote de son premier « centre de formation » dans lequel on retrouve les jeunes joueuses du Limoges ABC. Ce centre permet au Limoges ABC de rivaliser avec les grands clubs. En septembre 2009, le centre est relancé, avec la création du « centre d'entraînement ». Selon le site officiel du club limougeaud, l'objectif « est d'amener nos jeunes basketteuses vers l'excellence sportive [...] Elles bénéficient, d'une part, d'une formation sportive leur permettant d'accéder à une pratique professionnelle du Basket-Ball, et d'autre part, d'un enseignement scolaire ou professionnel ou d'une formation universitaire [...] Un double projet, sportif et scolaire ou universitaire. ». Par ailleurs, ce projet est suivi par une équipe médicale et peut compter sur l'hébergement des joueuses sur le site de Cheops ou en famille d'accueil. Le centre d'entraînement regroupe les joueuses de l'U17 France (Cadettes) et la NF3 (Espoirs Club). En 2011, il est homologué par la Fédération Française de Basket-ball.

## Soutiens

### Affluence
Le Limoges ABC possède l'un des publics se mobilisant le mieux pour la deuxième division féminine. Son public oscille en moyenne autour des 600 à 800 spectateurs par match. En 2015, la rencontre en quart de finale contre Chartres a attiré 1 018 spectateurs. Lors des grandes affiches, la salle Mu reçoit dans sa configuration maximale jusqu'à 1 200 spectateurs.
| Saison    | Affluence moyenne |
| --------- | ----------------- |
| 2014-2015 | 763               |

### Partenaires
Le Limoges ABC est soutenu par de nombreux partenaires. La municipalité de Limoges et la région Limousin sont principaux pourvoyeurs de fonds de l'équipe limougeaude. Derrière ces deux partenaires institutionnels, le Limoges ABC peut compter sur des partenaires privés comme le Crédit mutuel, actuel sponsor maillot. Par ailleurs, la force du club est aussi à travers le soutien d'un nombre important de petits sponsors issus des commerces traditionnels ou de petites PME (le bar-tabac Le Lutetia, le restaurant du Pont Saint-Étienne ou encore GDS Imprimerie).

### Presse et internet
Les abécistes peuvent compter sur le soutien de la presse écrite locale dont notamment le Populaire du Centre ou encore l'Écho du Centre. Par ailleurs, la chaîne de télévision, France 3 Limousin et les chaînes de radio locales, France Bleu Limousin, FLASH FM et BEAUB FM font régulièrement des reportages et des comptes rendus sur le LABC. 
Sur la toile, le Limoges ABC communique les nouvelles de son équipe à travers son site officiel . En outre, le site officiel de la Fédération française de la FFBB, , et le site officiel de la Ligue féminine de basket, , transmettent les principales informations et notamment les résultats détaillés des équipes de la LFB2. Enfin, les actualités sur le Limoges Avenir Basket Club est aussi relayer à travers les sites internet spécialisés tels que ladyhoop,  ou encore basquetbol, .